# Congrès
Pour les articles homonymes, voir Congrès (homonymie).
Un congrès est une réunion solennelle ou une assemblée de personnes pour débattre d'une question.
Depuis la seconde moitié du XIXe siècle, les congrès internationaux sont des événements organisés à l'initiative d'un ou de plusieurs organismes (associations professionnelles, sociétés savantes, pouvoirs publics, organisations internationales intergouvernementales, universités, centres de recherche...) au cours desquels des spécialistes d'une même discipline et/ou des diplomates se réunissent (à une fréquence généralement fixe) pour s'assurer de la progression de leurs travaux,.

## Types de congrès
À l'origine, on appelle congrès la réunion de nations en guerres (par ex. le congrès d'Aix-la-Chapelle ou le congrès de Vienne). Par extension, les congrès sont, en particulier dès leur généralisation pendant la seconde moitié du XIXe siècle, des réunions diplomatiques, formées soit de souverains, soit de leurs plénipotentiaires, dans lesquelles on s'occupe à concilier les différends d'ordre politique ou technique qui ont pu s'élever entre deux ou plusieurs nations, ou à prévenir les conflits. Les congrès se diversifient ensuite rapidement pour laisser place à d'autres formes de rencontres, n'impliquant pas nécessairement la présence de représentants d'Etats (ou des représentants techniques de ceux-ci).

### Congrès scientifiques
Un congrès scientifique permet à des chercheurs et ingénieurs de se réunir et d'exposer leurs travaux. Il est aussi souvent utilisé par des firmes pour faire connaître leurs nouveaux produits dans le domaine biologique, pharmaceutique, chimique...
Cette version moderne du congrès fait passer au second plan les objectifs stratégiques des premiers congrès : en 1833, quand Arcisse de Caumont décide de réunir à Caen les premiers « Congrès scientifiques de France », il s'agit de mobiliser, par l'aiguillon de l'émulation, les talents des provinces, dominés par la capitale. En 1845, le premier congrès médical a également une fonction stratégique : affirmer la dignité des professions médicales en quête d'identité après les nombreux débats et réformes concernant la formation et les conditions d'exercice.
Cette dimension stratégique n'est pas absente des modernes congrès, qui répondent, outre à l'objectif d'échanges intellectuels, à des enjeux de visibilité et de cohésion des groupes concernés, et entrent à ce titre dans la catégorie des outils de communication. Les congrès scientifiques ont cet aspect en commun avec les événements professionnels, bien qu'il n'y soit pas prédominant.

### Congrès professionnels
Un congrès professionnel rassemble des congressistes des secteurs de l’économie, des sciences sociales, de l’industrie ou de la technologie. Les États-Unis sont le pays qui organise le plus de congrès et conventions devant l'Allemagne, l'Espagne, le Royaume-Uni, la France puis l'Italie.
Les congrès font partie d'un secteur clef de la communication, appelé MICE (acronyme anglais de Meetings, Incentives, Conferencing, Exhibitions). Comme tout événement, un congrès professionnel poursuit des objectifs de visibilité et de cohésion : il permet aux congressistes de partager des expériences et connaissances, mais aussi de se forger une culture commune sur les sujets traités, de connaître les forces en présence, les discours majoritaires. Pour cette raison, qu'ils soient organisés par un organisme privé ou public, les événements professionnels sont fréquentés aussi par les lobbyistes et les décideurs publics, qui viennent s'y informer de l'état des opinions au sein d'un groupe professionnel donné.
En 2011, les métiers de l'événement (foires, salons, congrès) représentent 5 228 entreprises et 12 291 salariés pour un marché estimé à 3 milliards d'euros en France[réf. nécessaire]. Le secteur se structure autour de quatre types d’acteurs : les gestionnaires de sites, les organisateurs de manifestations, les prestataires (concepteurs de stand, hôtesses, restauration...) et les généralistes du secteur.

### Congrès d'échecs
Avant la Seconde Guerre mondiale, les congrès étaient des manifestations échiquéennes internationales organisées par les grandes fédérations nationales d'échecs (notamment les fédérations britannique, allemande et américaine). Ces conventions réunissaient dans la même session plusieurs tournois et éventuellement des concours de problèmes et des séances de parties simultanées. Ces événements étaient les ancêtres des championnats nationaux d'échecs et des festivals d'échecs organisés dans de nombreuses villes depuis la Seconde Guerre mondiale.
Depuis 1925, les « congrès FIDE » sont des réunions où sont tranchées les affaires de la Fédération internationale des échecs (élection du président, organisation des championnats du monde, etc.).

### Congrès d'espéranto
Les congrès internationaux d'espéranto se tiennent régulièrement depuis 1905, avec deux interruptions dues aux deux guerres mondiales. Ils ont pour particularité de se tenir entièrement en espéranto. Ils rassemblent durant une semaine, entre 1 000 et 3 000 congressistes, pour travailler sur des thématiques variées : sciences, éducation, littérature, tourisme, spectacle, etc.

### Infrastructures d’accueil
Les congrès peuvent avoir lieu dans des centres de congrès de villes, des parcs d’exposition, les centres d’exposition, dans des parcs d’attraction, des lieux scientifiques, des hôtels ou des lieux de réception.

## Droit constitutionnel
On donne aussi le nom de « Congrès » à l'ensemble des chambres « hautes » et « basses » d'un parlement. Ainsi par exemple :
- le Congrès des États-Unis représente le système législatif fédéral américain ;
- le Congrès du Parlement français est une réunion plénière et ponctuelle des membres de l'Assemblée nationale et du Sénat, destinée à faire voter une révision de la constitution ou la ratification d'un traité, ou encore à écouter une proclamation du président de la République.

## Congrès (épreuve judiciaire à la Renaissance)
À partir de la Renaissance, pendant environ 100 ans, le congrès était une épreuve ordonnée par la justice, généralement demandée par l'épouse que devait subir son mari afin de pouvoir prouver son impuissance sexuelle en vue d'une annulation de mariage ou de prononcer un divorce. Les époux étaient réunis dans un lit clos selon l'usage de ces époques, en présence des juges, officiels, conseillers, avocats, greffiers, médecins experts judiciaires. Il s'agissait pour la Cour d'être témoin de l'impossibilité de la conjonction entre les époux. Cette procédure de défi, qui tenait un peu des ordalies, a été progressivement abandonnée car considérée comme n'étant pas fiable. L'absence d'intimité en présence de tiers attentifs à la cause ou la lassitude à l'égard d'une épouse dont l'attirance s'était dégradée ne permettaient pas toujours d'éveiller le désir du mari. Il pouvait en résulter, des erreurs d'appréciation, telle celle du marquis de Langey qui après une épreuve non concluante épousa une autre femme avec qui il eut six enfants. Cela a conduit le Parlement de Paris à supprimer cette procédure le 18 février 1677,,,.